# Anne Sullivanová
Anne Sullivanová, první jméno také Annie, rozená Johanna Mansfield Sullivan, po sňatku Macyová (14. dubna 1866 Feeding Hills, Massachusetts – 20. října 1936 New York) byla učitelka nevidomých dětí. Její nejslavnější studentkou byla Helen Kellerová.

## Život
Anne Sullivanová se narodila ve Feeding Hills ve státě Massachusetts. Její rodiče, Thomas Sullivan a Alice Cloesyová, byli chudí farmáři, kteří emigrovali z Irska kvůli velkému hladomoru v roce 1847. Její otec byl alkoholik a bil ji. Její matka trpěla tuberkulózou a zemřela, když jí bylo osm. O dva roky později její otec opustil své děti, které byly poté převezeny do sirotčince v Tewksbury. Sullivanová se starala hlavně o svého mladšího bratra, který byl zdravotně postižený a měl také tuberkulózu. Zemřel později v nemocnici.
Když bylo Anne tři roky, zhoršil se jí zrak. Když jí bylo pět let, její rohovka byla zjizvená bakteriální infekcí. Po neúspěšné léčbě u řady lékařů navrhl katolický farář operaci, která zahrnovala znecitlivění očí kokainem. Ta jí však zrak ještě zhoršila. Ani další operace v Bostonu nepřinesla zlepšení.
Od roku 1880 Sullivanová navštěvovala Perkinsův institut. Tam se naučila prstovou abecedu pro neslyšící, ve které se každé písmeno vyjadřuje pohyby prstů (nezaměňovat se znakovým jazykem). Všichni učitelé a studenti na Perkinsově institutu se tuto abecedu naučili, aby mohli komunikovat s Laurou Bridgmanovou. Bridgmanová žila v Perkinsově institutu a pracovala tam jako učitelka ručních prací. Od raného dětství byla hluchá a slepá a prstovou abecedu se naučila tak, že jí její učitel Howe nechal se dotýkat předmětů a zároveň jí příslušná slova psal na dlani, dokud nepochopila, že pohyby prstů, které pociťuje, jsou názvy objektů. Anne Sullivanová získala v používání prstové abecedy zvláštní zručnost a byla jednou z oblíbených studentek Laury Bridgmanové.
V roce 1887 začala Sullivanová prstovou abecedu učit hluchoslepou Helenu Kellerovou. Úspěch zastínil i úspěchy Laury Bridgmanové a přinesl Anne Sullivanové nejen obdiv, ale také závist.
Sullivanová a Kellerová později nastoupily na školu Radcliffe College, kde Kellerová v roce 1904 promovala. Poté se společně přestěhovaly na farmu jednoho mecenáše. 2. května 1905 se Sullivanová vdala za harvardského profesora Johna Alberta Macyho (1877–1932), který Kellerové pomáhal při zpracování její autobiografie. Manželství však bylo velmi nešťastné. Sullivanová zůstala v kontaktu s Kellerovou a pomáhala ji při práci. Sullivanová úplně oslepla v roce 1935 a rok nato zemřela v New Yorku. Byla pohřbena ve Washingtonské národní katedrále stejně jako později Helen Kellerová.